# John Timothy Dunlap
S.E. Fra' John Timothy Dunlap (Ottawa, 16 aprile 1957) è un religioso e avvocato canadese, 81º Principe e Gran Maestro del Sovrano Militare Ordine di Malta dal 3 maggio 2023.

## Biografia
Fra' John Timothy Dunlap è nato ad Ottawa, in Canada. Ha ottenuto un Bachelor of Arts dall'Università di Ottawa e una laurea magistrale in legge dall'Università dell'Ontario occidentale di London. Ha studiato anche all'Università della Costa Azzurra di Nizza.
È membro della New York State Bar Association e della Ontario Bar Association. Nel 1986 è stato ammesso come associato allo studio Dunnington, Bartholow & Miller di New York. È divenuto socio dello studio nel 1993. Si è specializzato in diritto dell'immigrazione. È consigliere legale dell'osservatore permanente della Santa Sede presso le Nazioni Unite.
È stato ammesso come cavaliere di grazia magistrale dell'Ordine di Malta nel 1996. Ha emesso i voti temporanei come cavaliere di giustizia nel 2004. Il 7 giugno 2008 ha emesso i voti solenni come cavaliere di giustizia nella chiesa di San Giuseppe a Greenwich Village. Nel 2006 è stato eletto primo superiore del vicepriorato di Nostra Signora di Lourdes, composto da cavalieri del primo e secondo ceto che sono membri dell'American Association and the Federal Association.
Nel maggio del 2014 è stato eletto per cinque anni membro del Sovrano Consiglio dell'Ordine di Malta, riconfermato nel 2019. È stato inoltre presidente della commissione degli ordini di San Giovanni, in collaborazione anche con gli altri ordini non cattolici sotto il medesimo patronato.
È presidente emerito del Canadian Club di New York, vicepresidente del Royal Conservatory of Music Foundation di Toronto, membro del consiglio direttivo dell'Università John Cabot di Roma e presidente dell'associazione amici della Certosa di Capri.
Il 13 giugno 2022 è stato prescelto quale nuovo Luogotenente di gran maestro del Sovrano Militare Ordine di Malta, da papa Francesco, dopo la morte del predecessore, Marco Luzzago, e ha prestato giuramento il giorno successivo.
Il 3 maggio 2023 fu eletto dal Consiglio Compìto di Stato 81º Gran Maestro del Sovrano Militare Ordine di Malta. È il primo americano (canadese) e il primo non nobile eletto al vertice dell'Ordine di Malta. Prestò giuramento il giorno stesso nelle mani del cardinale Silvano Maria Tomasi, delegato di papa Francesco.

## Visite ufficiali
Dalla nomina ha svolto le seguenti visite ufficiali:
- Malta 16 - 17 giugno 2023[7];
- Italia 23 novembre 2023[8];
- Panama 27 - 28 febbraio 2024[9];
- Polonia 18 marzo 2024[10];
- Città del Vaticano 27 giugno 2024[11];
- Ungheria 18 settembre 2024[12];
- Nazioni Unite (New York) 21 settembre 2024[13];
- Nazioni Unite (Ginevra) 4 ottobre 2024[14];
- Grecia 18 ottobre 2024[15];
- Australia 8 novembre 2024[16];
- Polonia 27 gennaio 2025[17];
- NATO (Napoli) 14 aprile 2025[18];
- Monaco 21 - 22 aprile 2025[19];
- Città del Vaticano 23 giugno 2025[20];
- San Marino 3 luglio 2025[21].